# 罗贝尔·西泰纳
罗贝尔·西泰纳（法語：Robert Citerne，1961年2月10日—），法国男子击剑运动员。他曾代表法国参加1988年、1992年、1996年、2000年、2004年、2008年、2012年和2016年夏季残疾人奥林匹克运动会轮椅击剑比赛，获得四枚金牌、二枚银牌和三枚铜牌。